# 당산비권
"당산비권"은 감독 나유 그리고 이정호가 감독한 한국, 홍콩 합작 무술영화이다. 주연은 성룡, 임세관, 전준 그리고 김영일 (한응)을 주연으로 하였다. 홍콩에서는 주로 용권 (Dragon Fist)이라고 알려져 있다.

## 줄거리
전국무술 대회에서 이기고 돌아온 당산무관의 백일도 관장은 축하파티를 연다, 하지만 이웃도장의 관장 천행이 도전장을 걸고 그의 삼단킥으로 백일도관장을 해치우고 백일도관장은 죽게된다. 그리고 그것으로 인해 당산무관과 그리고 백일도의 학생 사원평에게 큰 수모를 주고 원평은 복수를 원한다. 하지만 그 동시에 천행은 자기의 아내의 자살후 자기 자신의 잘못 뉘우치게 되고 자신의 왼쪽다리를 절단한다. 그리하여 원평도 복수를 할 수 없게된다. 원평은 지쳤지만 일단은 자신을 그토록 아낀 사모님의 병을 고치기 위해 못된일만 했았는 위가에게 가서 일거리를 구하게 된다. 위가의 계획은 이제 원평을 이용하여 천행의 도장을 없에는 것이기에 원평과 천행의 사이를 이용하여 천행의 도장을 없애기로 계획을 세우지만 끝내 위가는 원평의 사모님을 죽이고 더 이상 참을 수 없는 원평은 끝내 천행과 힘을 합쳐 위가를 무찌른다.

## 개봉
영화는 1978년도에 찍었지만, 감독 나유가 차린 회사가 부도가 나버린 바람에 상영이 1979년도로 밀리게 돼버렸다. 1980년도에 한국에서 개봉이 되었다. KBS, MBC, 그리고 SBS에서는 추석연후마다 방영을 하였다.

## 배우
- 성룡
- 묘가수
- 전준
- 김영일 (한응)
- 임세관

### 메디아 출시
- 1984: VHS테이프로 출시, 당산비권이란 제목으로 출시되었다.
- 2001: 첫번째 DVD출시, 용권이란 제목으로 출시되었다 그러나 삭제된 장면들이 많다.
- 2002: 두번째 DVD출시, 이 버전은 광동어 그리고 영어 언어를 선택할 수가 있다. 하지만 삭제된장면이 많다.
- 2006: 세번째 DVD출시, 일본판 DVD는 삭제된 장면없이 풀버전으로 출시되었다.
- 2007: 네번째 DVD출시, 새로나온 홍콩버전은 풀버전이자 전체 리마스터 버전으로 출시되었다.

## 영화상 분위기 그리고 흥행
1978년도의 성룡의 작품 취권, 사형도수, 금강혈인 그리고 오룡대협에 비하여 정말 심각한 분위기를 느낄수 있다. 홍콩에서는 성룡의 코믹쿵후의 스타일치곤 별로 흥행에 성공을 거두진 못했지만 그나마 성룡이 감독 나유와 일한 작품들 중 사학비권, 신정무문, 그리고 유성검의 대결에 비하면 그래도 괜찮은 작품이라고 불린다. 한국에서는 흥행에 성공을 하였다.

## 액션
액션은 성룡표의 액션이라고 할 수 있다. 위험하거나 놀라운 스턴트는 그렇게 보여지진 않지만 그래도 성룡의 부드러운 몸놀림과 무술솜시를 보여준다.